# Arlette Dorgère
Arlette Dorgère (née Anna Mathilde Irma Jouve le 8 juin 1880 à Paris 8e et morte le 20 juin 1965 à Monaco) est une comédienne, danseuse et chanteuse française.

## Biographie
Représentée sur un grand nombre de cartes postales de la Belle Époque, elle a aussi été modèle pour des affiches. Alors qu'elle est meneuse de revue pour la Scala en 1904, elle devient propriétaire du château de Vigneux-sur-Seine qui fut ainsi nommé au début du XXe siècle château Dorgère. Elle revend sa propriété le 28 septembre 1948 à Air France pour s'installer au Maroc. En octobre 1958, elle épouse Louis Margerie à Monaco.

## Théâtre
- 1907 : L'Ingénu libertin ou La Marquise et le marmiton de Louis Artus, théâtre des Bouffes-Parisiens
- 1907 : La Maison n'est pas au coin du thé, revue de Gabriel Timmory, à la Comédie-Royale[4],[5],[6],[7].
- 1909 : Les Deux Visages de Fernand Nozière, théâtre Michel
- 1911 : L'Amour en manœuvres d'André Mouëzy-Éon, théâtre du Palais-Royal
- 1911 : La Revue des X de Gaston Arman de Caillavet, Romain Coolus, Francis de Croisset, Albert Guinon, Max Maurey et Jacques Richepin, théâtre des Bouffes-Parisiens
- 1912 : La Part du feu d'André Mouëzy-Éon  et Marcel Nancey, théâtre des Bouffes-Parisiens
- 1912 : La Bonne vieille coutume de Félix Doermann  et G. Davis théâtre des Bouffes-Parisiens, 22 novembre[8].
- 1913 : Les Honneurs de la guerre de Maurice Hennequin, théâtre du Vaudeville

## Galerie

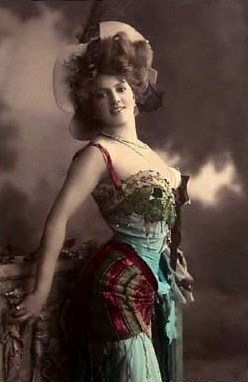
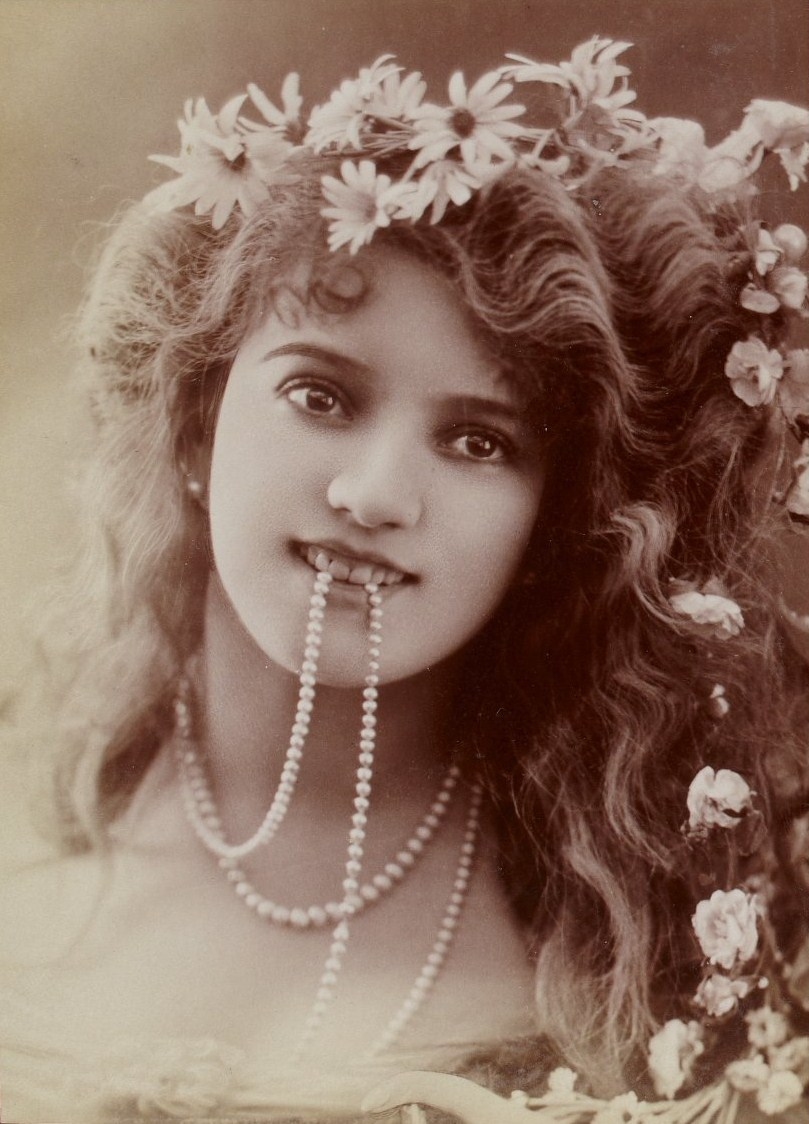
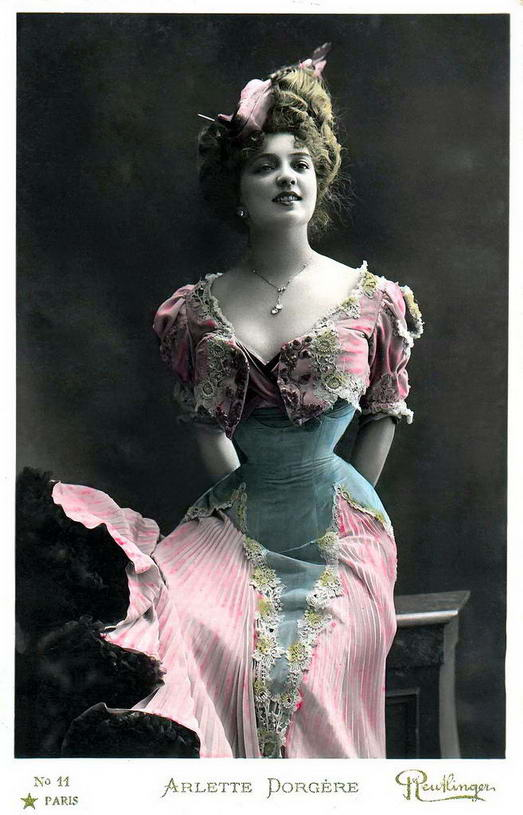
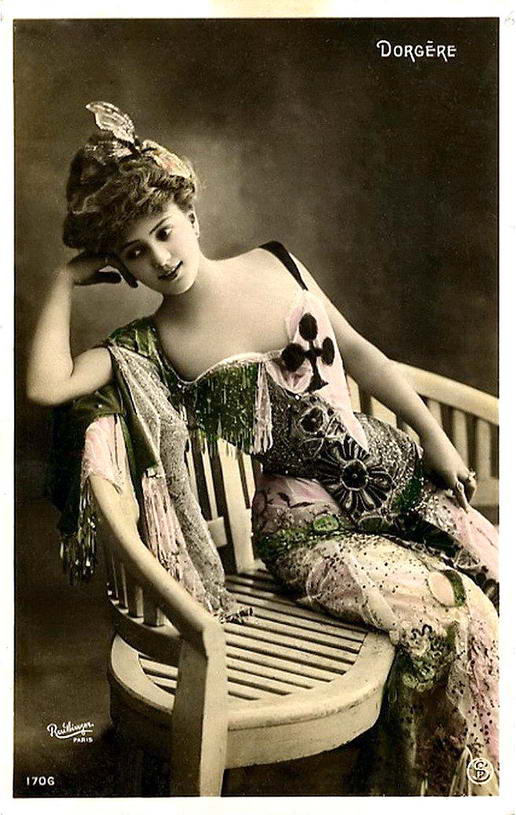
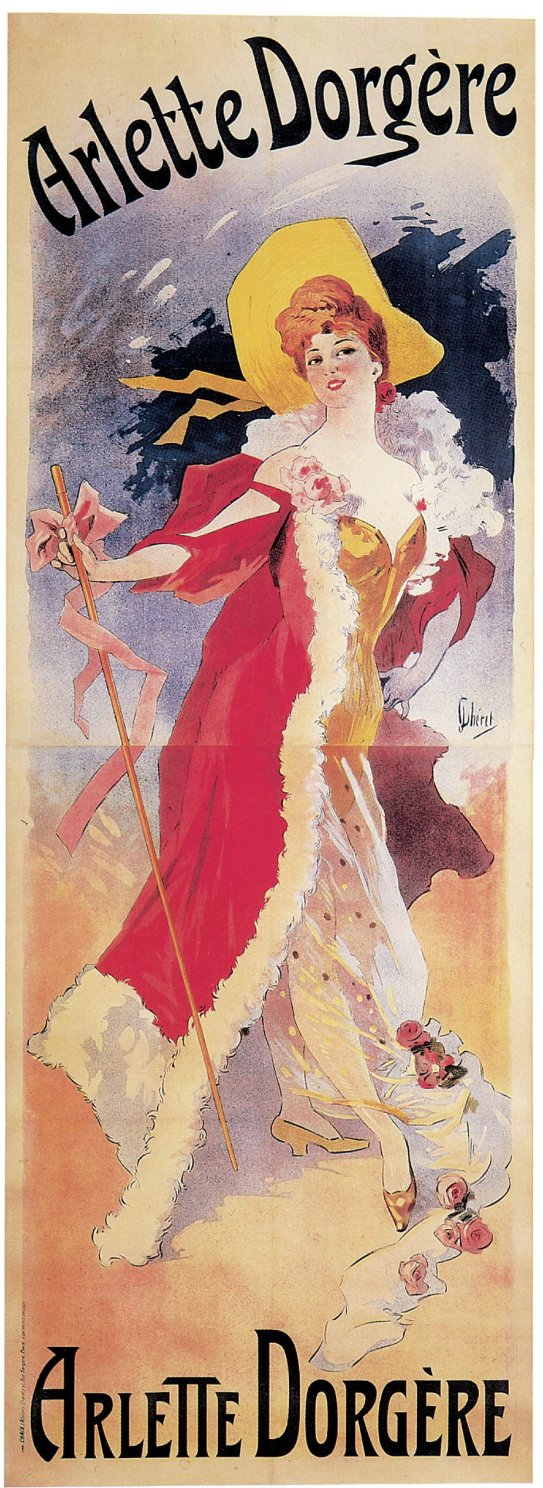
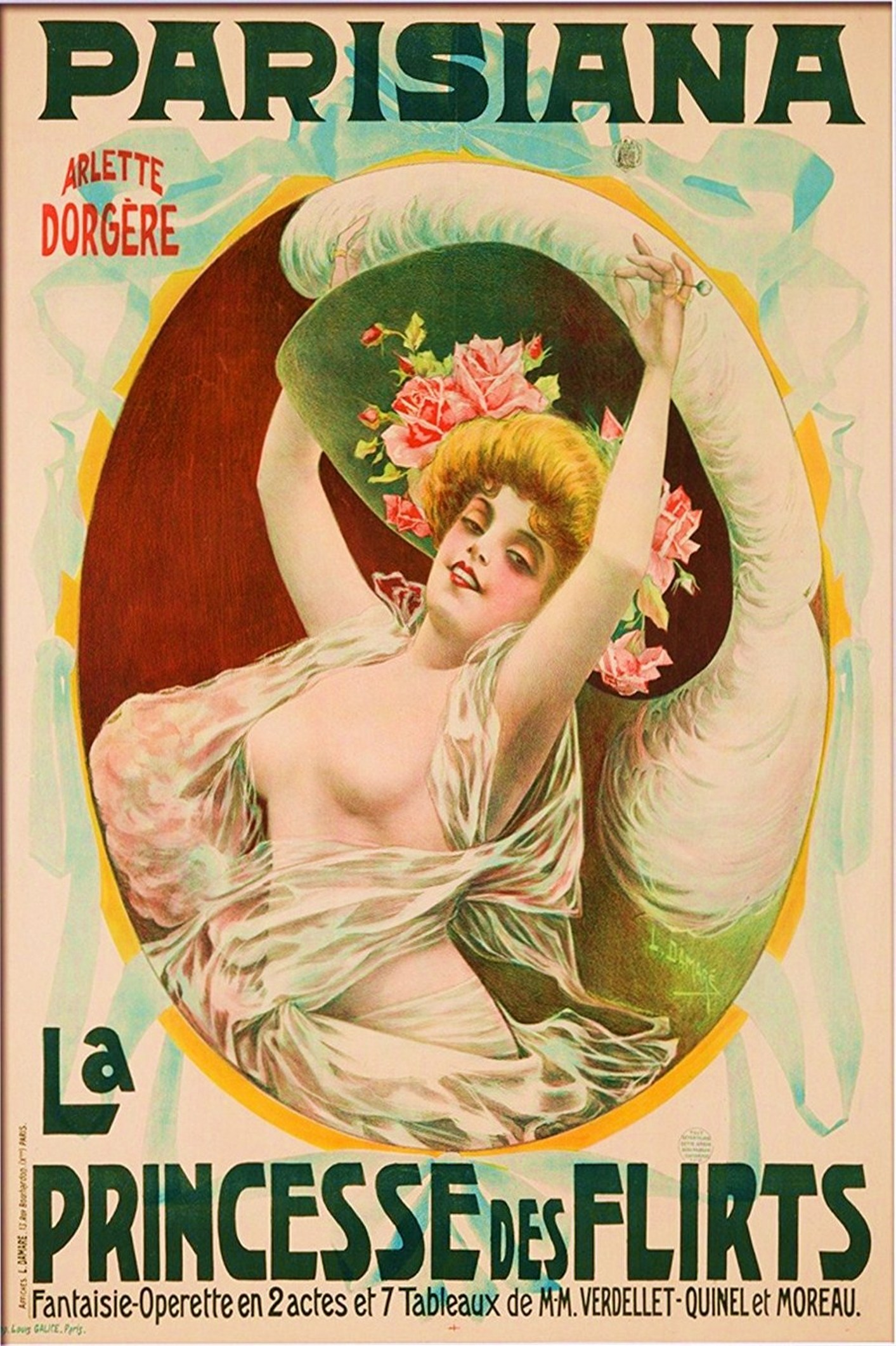
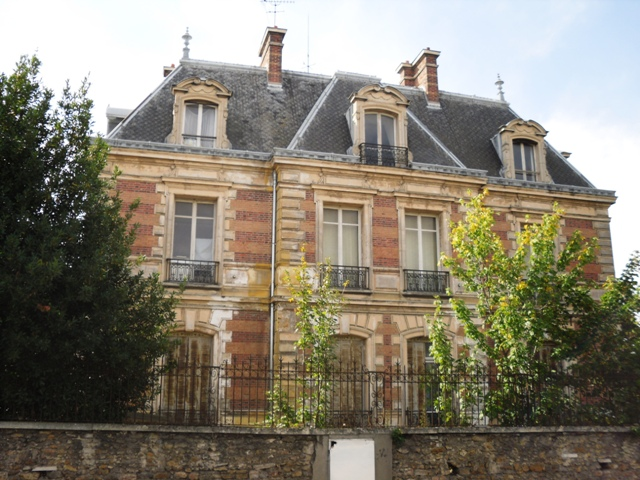